# Молекулярна симетрія

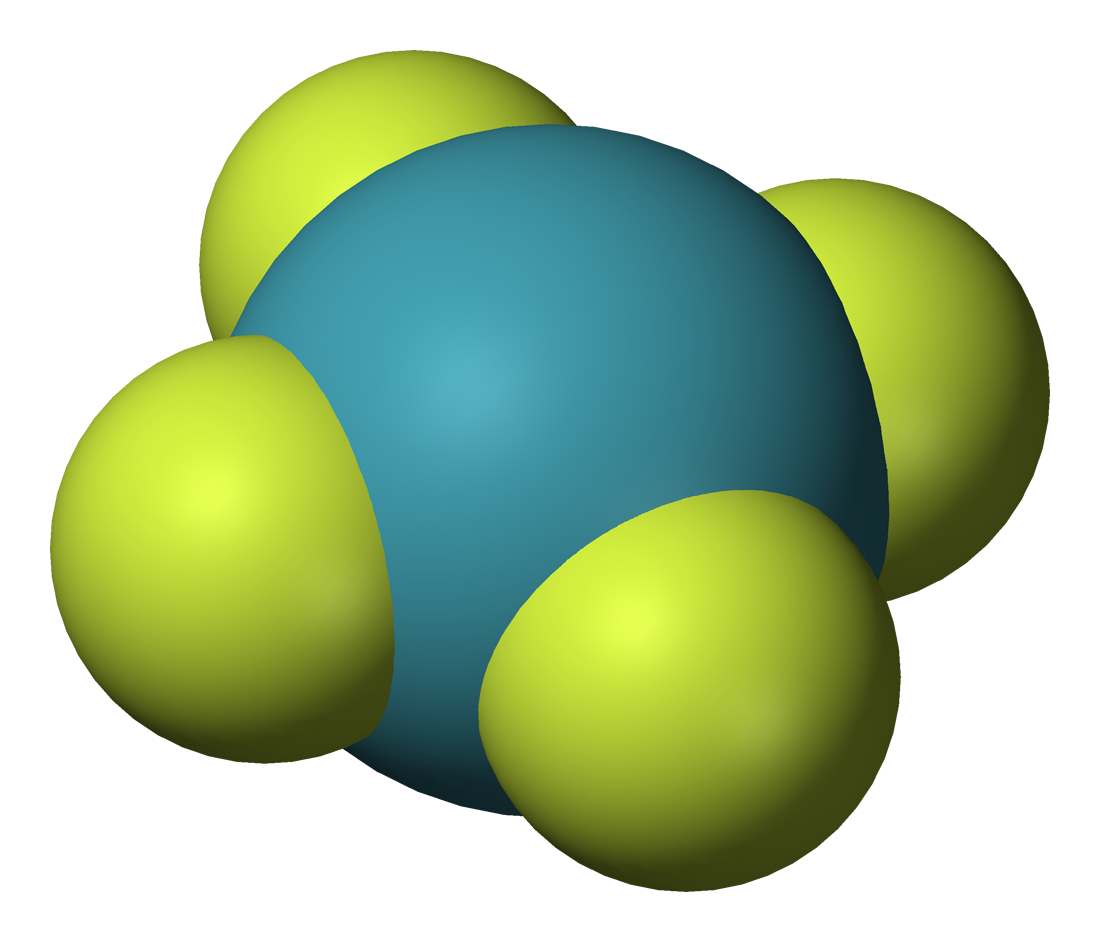
Будова симетричного флуориду ксенону XeF_{4}

Молекуля́рна симе́трія — властивість будови молекул, яка проявляється в тому, чи можна які-небудь частини молекули поміняти місцями без зміни її вигляду в цілому. Якщо так, то молекула є симетричною, а такі частини є еквівалентними за симетрією.
Поняття молекулярної симетрії, що застосовується на молекулярному рівні, зазвичай не враховує знаки ядерних спінів, істотних в явищах ядерного магнітного резонансу.